# Hamza bin Laden

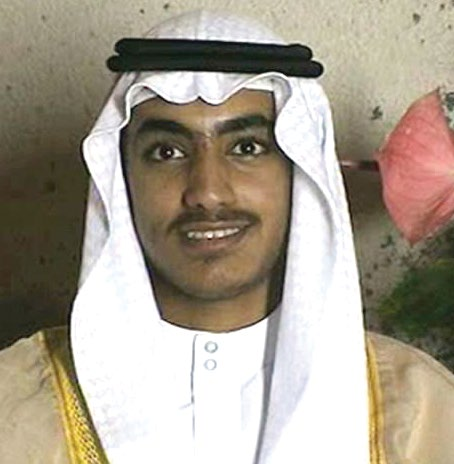
Hamza bin Laden

Hamza bin Osama bin Mohammed bin Awad bin Laden (Arabisch: حمزة بن أسامة بن محمد بن عوض بن لادن), ook wel bekend als Hamza bin Laden (Jeddah, 1989 - Provincie Ghazni, tussen 30 juli en 14 september 2019), was de jongste zoon van de Saoedi-Arabische terrorist Osama bin Laden, die de oprichter was van de islamistische terreurorganisatie Al Qaida die verantwoordelijk was voor onder meer de aanslagen op 11 september 2001 op meerdere doelen in de Verenigde Staten.

## Levensloop
Hamza bin Laden zou van jongs af deel uitmaken van het door zijn vader opgericht terroristennetwerk. Op videobeelden gemaakt op een bruiloft in 2001 in Afghanistan is een 12-jarige Hamza te zien gewapend met een AK-47. Hij zou zich ook opgehouden hebben in het huis in Abbottabad, Pakistan, waar zijn vader en halfbroer Khalid op 2 mei 2011 door Navy SEALs werden gedood, maar hij overleefde de inval. Enkele dagen later verscheen er een bericht van de toen 22-jarige Hamza in kranten wereldwijd, waarin hij wraak zweert voor de dood van zijn vader. 
Blijkens een door de propaganda-afdeling van Al Qaida as-Sahab Media Foundation in mei 2016 verspreide audiospeech, voorzien van een inleiding door Ayman al-Zawahiri, heeft Hamza vijf jaar na de dood van zijn vader op inmiddels 27-jarige leeftijd een leidende rol in de beweging op zich genomen. Dit betrof een oproep de jihad tegen 'ongelovigen' voort te zetten en uit te breiden, ook middels 'lone-wolf-aanvallen'.
Van Bin Laden zijn alleen foto's bekend uit zijn kindertijd. In september 2017 zei CIA-directeur Mike Pompeo dat er actief jacht werd gemaakt op hem.
In 2019 heeft de VS nu een beloning van maximaal een miljoen dollar uitgeloofd voor informatie die naar Bin Laden leidt.
Op 31 juli 2019 en opnieuw op 14 september 2019 werd bekendgemaakt dat Hamza bin Laden is gedood in het grensgebied van Afghanistan en Pakistan, echter zonder vermelding van verdere details.